# 中国2010年上海世界博览会日本馆
31°11′33.62″N 121°29′37.27″E / 31.1926722°N 121.4936861°E
中国2010年上海世界博览会日本馆是2010年上海世博会上代表日本的展馆，位于世博园区A片区，占地面积6000平方米。日本馆的主题为“心之和、技之和”，昵称紫蚕岛（かいこじま）。其中，紫代表日本馆外观的色彩，蚕则类似于日本馆的外观形态。
日本馆共分为三个主展区以及活动大厅和日式餐厅。其中，第一个展区以遣唐使的历史背景为中心，介绍了中日之间从古至今的文化交流。第二个展区介绍的是日本的环境技术与环保措施。第三个展区则通过昆剧和能剧共同来展现以中日共同保护朱鹮为主题的音乐剧。